# Món sensible
Segons Plató, podem distingir dos mons: el món sensible i el món intel·ligible.
El món sensible és el món al qual tenim accés a través dels sentits. Hi ha dos tipus d'entitats: les ombres i imatges dels objectes, i els objectes físics.
Els objectes físics són canviants pel que qualsevol coneixement sobre ells és relatiu i temporal.
Aquest món no és veritablement real, sinó que és el món de la multiplicitat, del canvi i l'esdevenir. Com diria Heràclit, pura contradicció.
El món sensible és una còpia defectuosa del món intel·ligible.
D'acord amb el símil de la línia, aquest món es correspon amb el no-ser i la ignorància. Les imatges dels objectes materials donen lloc a una representació confusa (imaginació), mentre que els objectes materials donen lloc a una representació més precisa (creença). Ambdues formes pertanyen a l'opinió (doxa) i no constitueixen coneixement veritable.